# Robert Mšvidobadze
Robert Mšvidobadze (* 17. srpna 1989) je gruzínský zápasník–judista, který od roku 2008 reprezentuje Rusko.

## Sportovní kariéra
S úpolovými sporty začínal v gruzínském Gori. Gruzii reprezentoval v juniorském věku. V roce 2007 využil nabídky startovat v rámci Ruské federace za republiku Mordvinsko. Připravoval v Saransku pod vedením Sergeje Kosmynina. Po získání ruského občanství v roce 2008 se pohyboval v širším výběru ruské reprezentace. Od roku 2017 se připravuje Orenburgu pod vedením Igora Těrskova.

### Vítězství
- 2009 – 1× světový pohár (Baku)
- 2010 – 1× světový pohár (Minsk)

## Výsledky
| Olympijské hry     | —  |    |   |   | — |    |    |    | — |   |   |   | — |    |  |  |  |  |  |  |  |  |  |  |  |  |  |  |
| Mistrovství světa  |    | —  |   | — |   | —  | —  | —  |   | — | — | — |   |    |  |  |  |  |  |  |  |  |  |  |  |  |  |  |
| Evropské hry       |    |    |   |   |   |    |    |    |   |   |   | — |   |    |  |  |  |  |  |  |  |  |  |  |  |  |  |  |
| Mistrovství Evropy | —  | —  | — | — | — | —  | —  | —  | — | — | — | — | — | 1. |  |  |  |  |  |  |  |  |  |  |  |  |  |  |
| ME do 23 let       | —  | —  | — | — | — | 2. | 2. | 2. |   |   |   |   |   |    |  |  |  |  |  |  |  |  |  |  |  |  |  |  |
| MS juniorů         | —  |    | — |   | — |    |    |    |   |   |   |   |   |    |  |  |  |  |  |  |  |  |  |  |  |  |  |  |
| ME juniorů         | —  | —  | — | — | — |    |    |    |   |   |   |   |   |    |  |  |  |  |  |  |  |  |  |  |  |  |  |  |
| ME dorostenců      | 2. | 3. |   |   |   |    |    |    |   |   |   |   |   |    |  |  |  |  |  |  |  |  |  |  |  |  |  |  |